# Izba Regionalna w Śliwnicy

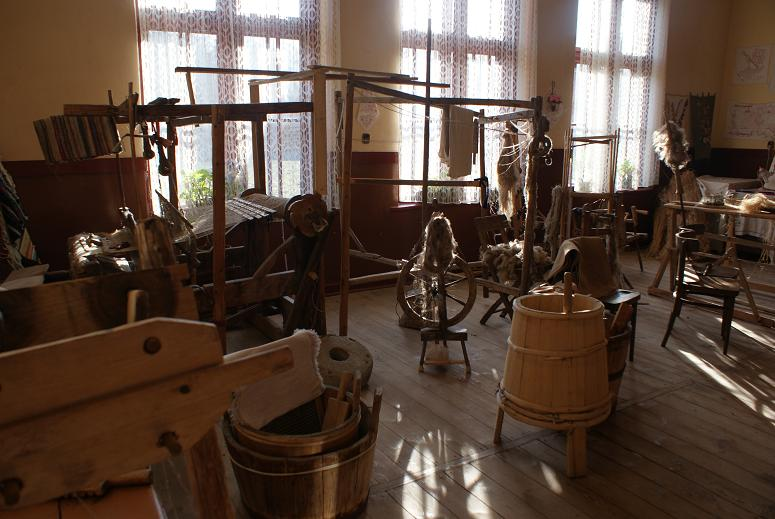
Eksponaty Izby Regionalnej w Śliwnicy

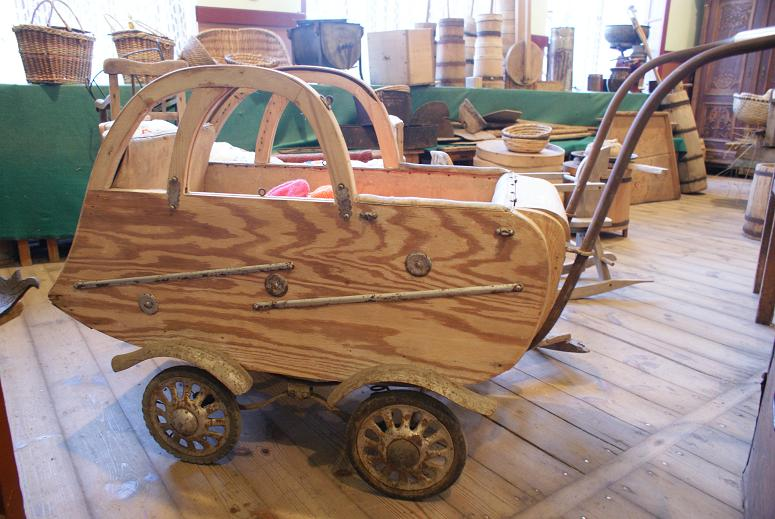
Eksponaty Izby Regionalnej w Śliwnicy

Izba Regionalna w Śliwnicy – placówka muzealno-edukacyjna w Śliwnicy.
Izba powstała na początku lat dziewięćdziesiątych z inicjatywy Danuty Śliwińskiej, pragnącej „ocalić od zapomnienia historię zaklętą w rękodziełach oraz dawnych przedmiotach codziennego użytku”. Na pomieszczenie Izby wykorzystano jedno z pomieszczeń w budynku byłej szkoły w Śliwnicy, wybudowanej w czasach zaboru austriackiego.
Na przestrzeni lat zbiór eksponatów stopniowo się powiększał uzyskując w 1994 r. miano Izby Regionalnej. Dzięki życzliwości mieszkańców z terenu gminy Dubiecko oraz okolic zbiory liczą ponad 1000 eksponatów, które zajmują dwie sale klasowe. W Izbie można oglądać eksponaty różnych rzemiosł m.in.: stolarskie, szewskie, kowalskie, bednarskie, tkackie, piekarskie, mleczarskie, garncarskie itp. oraz inne narzędzia używane dawniej na wsi, a także eksponaty edukacyjne z dwudziestolecia międzywojennego i rękodzieła miejscowych artystów. Do szczególnych nabytków należą krosna, żarna i młockarnia. W ramach Izby funkcjonują ścieżki edukacyjne: piekarska i tkacka, której ważnym elementem są krosna tkackie, jedne z niewielu na terenie województwa podkarpackiego.
Na bazie tkackiej ścieżki edukacyjnej zorganizowano w 2008 roku warsztaty tkackie pt. „Od ziarenka do płócienka” finansowane z Poakcesyjnego Programu Wsparcia Obszarów Wiejskich, w których wzięło udział 411 osób. W miarę potrzeb w Izbie Regionalnej odbywają się różne imprezy: m.in. ogniska przy muzyce, konkursy, np. haftu i innych robótek ręcznych. Przyjeżdżają również wycieczki ze szkół podstawowych i ponadpodstawowych, a także turyści z kraju i zagranicy.
Opiekunem eksponatów Izby oraz przewodnikiem po niej jest od początku jej powstania Danuta Śliwińska.